# Pseudogaurotina excellens
Pseudogaurotina excellens là một họ bọ Cánh cứng trong phân họ Lepturinae, họ bọ cánh cứng sừng dài. Loài này phân bố ở châu Âu. Adult beetle feeds on Lonicera nigra.